# كولا (بيخاتش)
كولا هي قرية في البوسنة والهرسك. وهي تقع على أراضي مدينة بيهاتش التابعة لكانتون يونا-سانا في اتحاد البوسنة والهرسك. طبقا لنتائج تعداد البوسنة عام 2013، فقد كان عدد سكانها 418 نسمة.

## التركيبة السكانية

### التطور التاريخي للسكان
| 1961 | 1971 | 1981 | 1991 | 2013 |
| ---- | ---- | ---- | ---- | ---- |
| 320  | 505  | 628  | 537  | 418  |

## وصلات خارجية
- (بالإنجليزية) Maplandia